# 泡泡果
泡泡果（學名：Asimina triloba）又名巴婆果、泡泡树，皆音译自其英文名称，为番荔枝科泡泡属的物种，是一種原產於美國東部和加拿大的小落葉樹，高35英尺（11），直徑8—12英寸（20—30）。其果實為黃綠色至棕色。泡泡果和釋迦、刺果番荔枝等同屬番荔枝科，其果實是美國本土原產的水果中最大的可食用水果。果實味道具甜味，通常生吃，但也可用來製作冰淇淋。

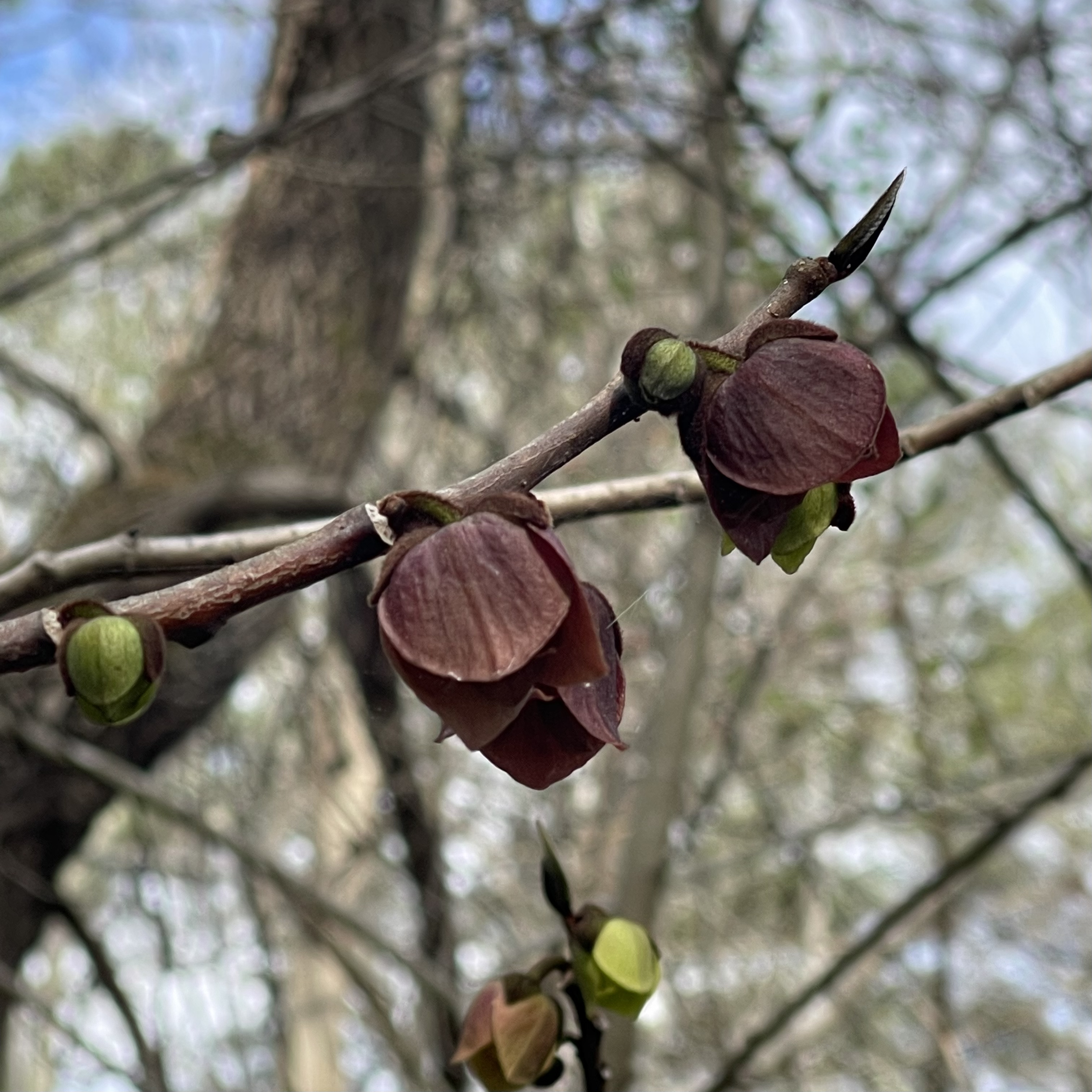
花
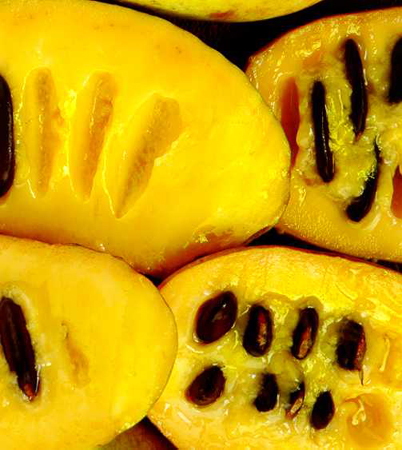
果實剖面

## 外部連結
- The Pawpaw: Foraging For America's Forgotten Fruit （页面存档备份，存于）